# Dr. John and Gerda Meyer House
Pour les articles homonymes, voir Meyer.
La Dr. John and Gerda Meyer House est une maison américaine située dans le comté de Porter, en Indiana. Protégée au sein du parc national des Indiana Dunes, elle est inscrite au Registre national des lieux historiques depuis le 28 novembre 2012.